# Alberta Watson
Faith Susan Alberta Watson (Toronto, 6 de março de 1955 - Toronto, 21 de março de 2015) foi uma atriz canadense.
Trabalhou séries de televisão, como "La Femme Nikita" e "Nikita", além de participações em "24", "Law & Order" e "The Border". No cinema, atuou em "A Mão do Desejo" e "O Doce Amanhã".

## Filmografia

### Filme
| Ano  | Título                            | Personagem              | Notas                    |
| ---- | --------------------------------- | ----------------------- | ------------------------ |
| 1978 | Power Play                        | Donna                   |                          |
| 1978 | In Praise of Older Women          | Mitzi                   |                          |
| 1979 | Exposure                          | Barbara                 |                          |
| 1979 | Stone Cold Dead                   | Olivia Page             |                          |
| 1980 | Virus                             | Litha                   | AKA, Day of Resurrection |
| 1981 | Dirty Tricks                      | Tony                    |                          |
| 1981 | Black Mirror                      | Tina                    |                          |
| 1982 | The Soldier                       | Susan Goodman           |                          |
| 1983 | The Keep                          | Eva Cuza                |                          |
| 1984 | Best Revenge                      | Dinah                   |                          |
| 1987 | White of the Eye                  | Ann Mason               |                          |
| 1989 | Destiny to Order                  | Thalia / Marla / Nicole |                          |
| 1991 | The Hitman                        | Christine De Vera       |                          |
| 1992 | Zebrahead                         | Phyliss                 |                          |
| 1994 | Spanking the Monkey               | Susan Aibelli           |                          |
| 1995 | What's His Face                   | Mulher                  |                          |
| 1995 | Hackers                           | Lauren Murphy           |                          |
| 1996 | Shoemaker                         | Anna                    |                          |
| 1996 | Sweet Angel Mine                  | Megan                   |                          |
| 1997 | The Sweet Hereafter               | Risa                    |                          |
| 1998 | Seeds of Doubt                    | Jennifer Kingsley       |                          |
| 1999 | The Life Before This              | Nita                    |                          |
| 2000 | Desire                            | Simone                  |                          |
| 2000 | Deeply                            | Fiona                   |                          |
| 2001 | Hedwig and the Angry Inch         | Mãe de Hansel           |                          |
| 2001 | Chasing Cain                      | Denise McGoogan         |                          |
| 2001 | Tart                              | Lily Storm              |                          |
| 2001 | The Art of Woo                    | Caterin                 |                          |
| 2002 | The Wild Dogs                     | Natalie                 |                          |
| 2004 | The Prince and Me                 | Amy Morgan              |                          |
| 2004 | My Brother's Keeper               | Helen Woods             |                          |
| 2004 | Vendetta: No Conscience, No Mercy | Anne Phelan             |                          |
| 2004 | Some Things That Stay             | Liz Anderson            |                          |
| 2006 | Citizen Duane                     | Bonnie Balfour          |                          |
| 2006 | Away from Her                     | Dr. Fischer             |                          |
| 2006 | A Lobster Tale                    | Martha Brewer           |                          |
| 2007 | The Lookout                       | Barbara Pratt           |                          |
| 2008 | Growing Op                        | Marilla                 |                          |
| 2009 | Helen                             | Dr. Sherman             |                          |
| 2009 | The Spine                         | Mary Rutherford         |                          |

### Televisão
| Ano       | Título                              | Personagem                  | Notas |
| --------- | ----------------------------------- | --------------------------- | --- |
| 1980      | King of Kensington                  | Mitzi                       | Episódio: "War and Peace" |
| 1980      | War Brides                          | Norma                       | Filme para TV |
| 1983      | I Am a Hotel                        | Suzanne                     | TV short |
| 1984      | Hill Street Blues                   | Prostituta                  | Episódio: "Fuched Again" |
| 1984      | Deadly Nightmares                   | Jill Friedlander            | Episódio: "Remembering Melody" |
| 1985      | Murder in Space                     | Dominica Mastrelli          | Filme para TV |
| 1985      | The Equalizer                       | Carla Holden                | Episódio: "The Distant Fire" |
| 1985      | Kane & Abel                         | Zofia Rosnovski             | Minisséries de TV |
| 1986      | Fortune Dane                        | Amy Steiner                 | séries de TV |
| 1986      | Women of Valor                      | Lt. Helen Prescott          | Filme para TV |
| 1987      | Street Legal                        | Mercedes Puentes            | Episódio: "Tango Bellarosa" |
| 1987–1988 | Buck James                          | Dr. Rebecca Meyer           | Papel principal (19 episódios) |
| 1989      | The Equalizer                       | Taffy Gould                 | Episódio: "The Caper" |
| 1989      | Shannon's Deal                      | Terry Lomax                 | Filme para TV |
| 1989      | Street Legal                        | Maria Lopez                 | Episódio: "Partners and Other Strangers"                                                                                                 |
| 1990      | Island Son                          | Nina Delaney                | Episódio: "Separations" |
| 1990      | Grand                               | Andrea                      | Episódio: "The Return of Yale Pinhaus"                                                                                                   |
| 1991      | Law & Order                         | Miss Hanley                 | Episódio: "His Hour Upon the Stage" |
| 1992      | Law & Order                         | Angela Brandt               | Episódio: "Skin Deep" |
| 1993      | Relentless: Mind of a Killer        | Ellen Giancola              | Filme para TV |
| 1993      | Matrix                              | Marie Sands                 | Episódio: "Conviction of His Courage" |
| 1994      | Jonathan Stone: Threat of Innocence | Deborah Walsh Bradford      | Filme para TV |
| 1995      | The Outer Limits                    | Lynda Tillman               | Episódio: "If These Walls Could Talk" |
| 1995      | A Child Is Missing                  | Agent Lynette Graham        | Filme para TV |
| 1996      | Giant Mine                          | Peggy Witte                 | Filme para TV |
| 1996      | Gotti                               | Victoria Gotti              | Filme para TV |
| 1997–2001 | La Femme Nikita                     | Madeline                    | Papel principal (89 episódios) Nomeado - Prêmio Gêmeos de Melhor Performance de uma Atriz em um Papel Coadjuvante em uma Série Dramática |
| 1998      | The Girl Next Door                  | Mary Bradley                | Filme para TV |
| 2000      | Soul Food                           | Judge Olivia Delaney        | Episódio: "The More Things Stay the Same"                                                                                                |
| 2001      | After the Harvest                   | Amelia Gare                 | Filme para TV |
| 2002      | Guilt by Association                | Angie                       | Filme para TV |
| 2002      | Chasing Cain: Face                  | Det. Denise McGoogan        | Filme para TV |
| 2003      | The Risen                           | Amanda Knowles              | Filme para TV |
| 2003      | Penguins Behind Bars                | Babs (voz)                  | Filme para TV |
| 2003      | Missing                             | Mrs. Mastriani              | Episódio: "Pilot" |
| 2003      | Choice: The Henry Morgentaler Story | Chava Rosenfarb-Morgentaler | Filme para TV |
| 2004      | Puppets Who Kill                    | Judge                       | Episódio: "Bill Sues" |
| 2004      | The Newsroom                        | Susan                       | Papel recorrente (4 episódios) |
| 2004      | Show Me Yours                       | Toni Bane                   | Papel recorrente (8 episódios) |
| 2004–2005 | 24                                  | Erin Driscoll               | Papel recorrente (13 episódios) |
| 2005      | Million Dollar Murder               | Ted's Lawyer                | Filme para TV |
| 2006      | At the Hotel                        | Camille                     | Papel recorrente (4 episódios) |
| 2006      | Angela's Eyes                       | Lydia Anderson              | Papel recorrente (6 episódios) |
| 2008      | The Border                          | Suzanne Fleischer           | Papel recorrente (10 episódios) |
| 2010      | Heartland                           | Sarah Craven                | Episódio: "Where the Truth Lies" |
| 2011–2012 | Nikita                              | Senador Madeline Pierce     | Papel recorrente (9 episódios) |